# Аптечка

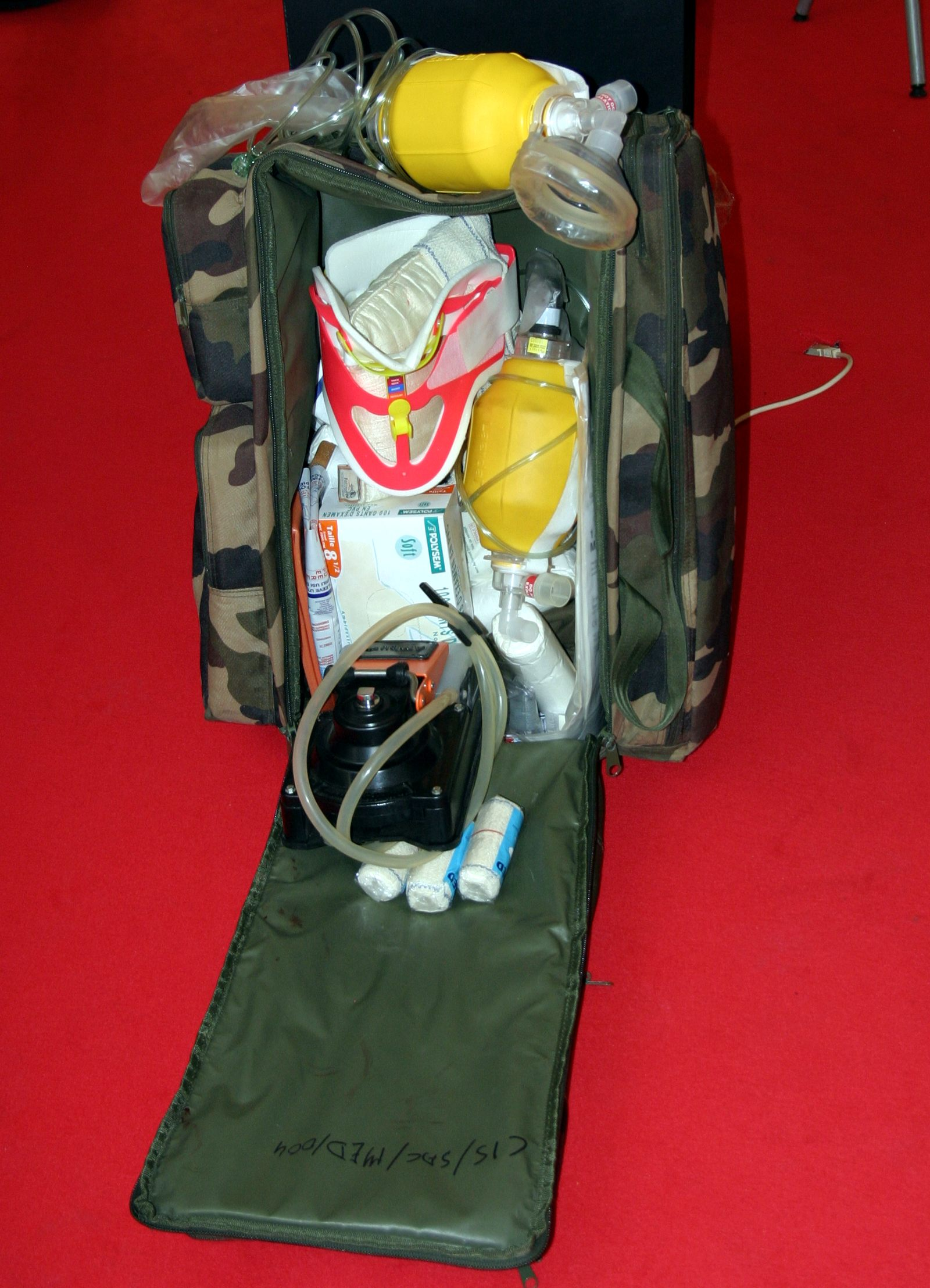
Укладка с аптечкой первой помощи французской армии

Апте́чка (уменьш. разг., аптечка первой помощи, от аптека) — набор перевязочных материалов, инструментов и приспособлений, предназначенных для оказания первой помощи. Может также содержать лекарственные средства для оказания медикаментозной помощи и медицинской помощи. «Аптечкой» также называют ящик, сумку, в которой находятся средства и инструменты. Состав и размер аптечки варьируется в зависимости от предполагаемых условий оказания помощи, характера заболеваний и травм, а также количества человек, которым может быть нужна помощь.

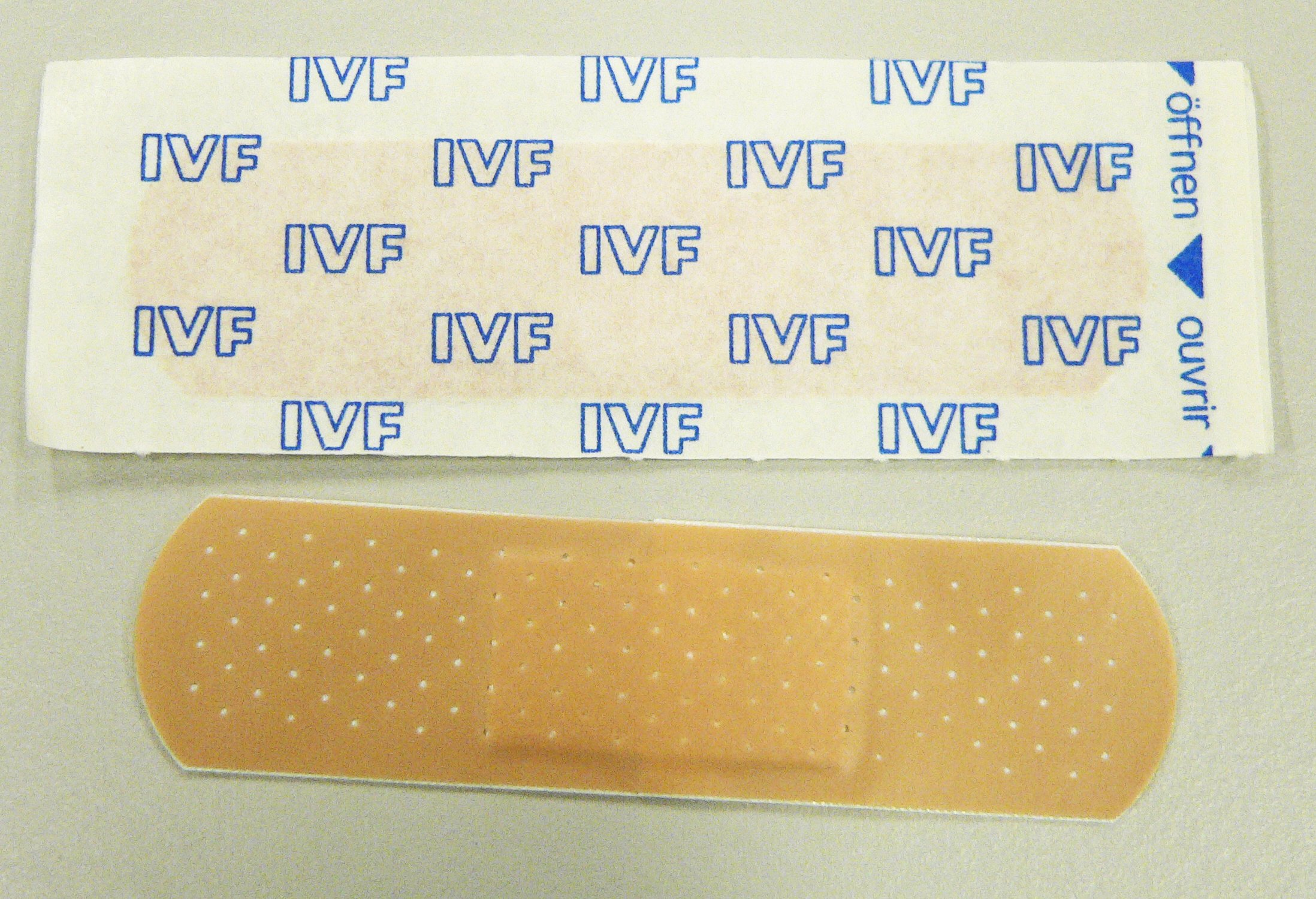
Лейкопластырь — наиболее часто используемое средство для оказания первой помощи

## Комплектация
Состав аптечек отличается для различных сфер применения, однако существуют общие принципы комплектования. В набор для оказания первой помощи обычно входят:
- Перевязочные материалы и средства для остановки кровотечений и обработки ран (медицинская косынка, бинты, пластыри, жгуты, марлевые салфетки)
- Хирургические перчатки
- Ножницы, пинцет
- Маска для искусственной вентиляции лёгких
- Блокнот и пишущая ручка

Также могут входить медикаменты:
- Антисептики (спиртовые растворы йода, бриллиантового зелёного, 3% раствор перегидрата водорода, марганцовокислый калий (он же перманганат калия или «марганцовка»), хлоргексидин)
- Анальгетики (метамизол (он же анальгин), цитрамон, аспирин, парацетамол)
- Антибиотики общего действия (ампициллин, стрептоцид)
- Нитроглицерин и аналоги (или производные)
- Антигистаминные (противоаллергические) препараты (дифенгидрамин (известный также, как димедрол) и/или супрастин)
- Спазмолитические препараты (дротаверин (Но-шпа), папаверин)
- Нашатырный спирт
- Борная кислота и бикарбонат натрия (известный также как питьевая сода)
- Инструменты (шпатель или ложка, мерный стаканчик)
- Средства для дезинтоксикации (активированный уголь или белый уголь, регидратационный раствор (цитраглюкосолан, регидрон))

Также в состав индивидуальных аптечек могут включаться:
- Противошоковые наборы
- Средства для обеззараживания (хлорирования) воды
- Антидоты и стимуляторы
- Руководства (памятки) по первой помощи

## Маркировка

Знак первой помощи

Аптечка должна располагаться в футляре с жёсткими стенками для предотвращения повреждения стеклянных упаковок лекарств. На аптечке должен быть нанесён отличительный знак для облегчения поиска сумки в случае необходимости. В качестве такого знака может использоваться красный крест на белом фоне, белый крест на зелёном фоне и другие.